# Strike Commando 2
Strike Commando 2, także Trappola diabolica – włoski film akcji z 1988 roku w reżyserii Brunona Mattei, z Brentem Huffem i Richardem Harrisem obsadzonymi w rolach głównych. Sequel przebojowego filmu Strike Commando (1987).
Film uchodzi za kultowy, głównie przez swoją kiczowatość, niski poziom wykonania i szablonowość fabuły.
W Polsce wydany nieoficjalnie na kasetach VHS, pod tytułem Bohaterski oddział.

## Fabuła
Vic Jenkins zostaje schwytany przez terrorystów domagających się w zamian za jego uwolnienie dziesięciu milionów dolarów. Michael Ransom, dowódca drużyny w czasie wojny w Wietnamie, dostaje komunikat od CIA. Ma odbić Jenkinsa oraz nie dopuścić do przemytu heroiny przez porywaczy.

## Pełna fabuła
Sierżant Michael Ransom, dowódca drużyny amerykańskich żołnierzy służących podczas wojny wietnamskiej − oddziału „Strike Commando”, męczony jest przez bolesne retrospekcje z czasów służby. Akcja filmu rozpoczyna się, gdy bohater spędza parną noc w jednym z manilskich hoteli. Z koszmaru wyrywa go Ruby, były członek jego oddziału, który przychodzi do niego z szokującą wieścią. Vic Jenkins, domniemanie zabity w trakcie ataku terrorystycznego major Ransoma, w rzeczywistości żyje. Wychodzi na jaw, że CIA, dla której pracował Jenkins, upozorowała jego śmierć dla własnych
celów.
Ruby okazuje się być podstawiony przez mafię narkotykową, dowodzoną przez Sveda Komisky'ego, znanego pod pseudonimem Kramet. Choć wypełnia swoje obowiązki i wplata Ransoma w mafijny plan, ginie, uduszony przez Komisky'ego w trakcie podróży pociągiem.
Ransom decyduje się poznać sekretną działalność Jenkinsa, w tym celu kontaktuje się z także pracującym dla CIA Peterem Roegiem − ma on, według Ruby’ego, wiedzieć, gdzie znajduje się Jenkins. Ransom wymusza na Roegu udzielenie sobie tych informacji, by zaraz potem wyjechać we wskazane miejsce. Tam też wkrótce się zjawia, podobnie zresztą, jak Sved Komisky. Komisky zabija ochroniarzy Jenkinsa, a następnie porywa i jego − obecnie wpływowego biznesmena.
W kilka godzin później Ransom spotyka się z agentem Kellym Sellersem i Peterem Roegiem. Jak się okazuje, Vic Jenkins uprowadzony został przez niejakiego Huana To, przewodzącego grupie terrorystów. W zamian za uwolnienie majora bandyci domagają się dziesięciu milionów dolarów w formie diamentów. CIA zleca Ransomowi odbicie Jenkinsa oraz uniemożliwienie rozprowadzenia heroiny za granicą − z terrorystami ściśle współpracuje bowiem Sved Komisky. Ponieważ Jenkins ocalił życie Ransoma podczas wojny w Wietnamie, ten czuje obowiązek uratowania z opresji majora.
Wykonywana przez Ransoma misja okazuje się być śmiertelnie niebezpieczna. Jeszcze w trakcie przeprawy do tropikalnej dżungli, gdzie owa misja ma się odbyć, Michael zostaje zaatakowany przez swoich transporterów, którzy chcą odebrać mu diamenty. Na miejscu odwiedza bar ironicznie nazwany „Moulin Rouge”, w którym ma dojść do wpłacenia okupu. Poznaje w nim Rosannę Boom, mieszkankę okolicznej osady, która szybko staje się jego sprzymierzeńcem. Rosanna oczarowana zostaje męskością i urokiem Michaela. W barze pojawia się Kramet w asyście grupy wojowników ninja. Nie przyprowadza ze sobą majora Jenkinsa, przez co Ransom nie zamierza oddać mu diamentów. Dochodzi do walki pomiędzy weteranem wojennym i Rosanną a ninja. Para wychodzi z niej cało i ucieka w głąb dżungli. Obeznana w lokalnym terenie Rosanna oferuje swoją pomoc Michaelowi.
Ransom zapoznaje się z terenem, w którym terroryści przetrzymują Jenkinsa. Wręcza jednak diamenty Rosannie na przechowanie, będąc pewnym, że uda mu się potajemnie odbić majora i nie wpłacić za niego należytego okupu. Pod osłoną nocy, samotnie wkracza na terytorium wroga. Bez większego problemu zabiera Jenkinsa ze sobą i ucieka.
Następnego dnia na jaw wychodzi prawda o całym zajściu: między Huanem To i Krametem a Viciem Jenkinsem uknuty został spisek przeciw CIA, który miał na celu wyłudzenie wysokiego okupu i następnie opłacenie przemytu heroiny za granicę. Okazuje się, że rzekome uprowadzenie Jenkinsa było elementem podstępnego planu. Ransom zostaje sprowadzony do bazy przemytników, gdzie przedstawiony jest mu cały spisek. Jenkins domaga się od żołnierza spodziewanego okupu. Gdy go nie otrzymuje, nakazuje poddanie Ransoma torturom, celem wyciągnięcia od niego informacji, gdzie znajdują się diamenty. W międzyczasie na teren bazy terrorystów pod postacią prostytutki przenika Rosanna, chcąc uwolnić bohatera.
Ransom przesłuchiwany jest przez Krameta, który katuje go brutalnie. Żołnierz jest przypalany
rozżarzonym do czerwoności pogrzebaczem, poddawany torturom wodnym, a także rażony prądem elektrycznym o wysokim natężeniu. Pomimo doznawanych cierpień, nie zdradza Rosanny i nie wyjawia miejsca przetrzymywania okupu. Kilka godzin później udaje mu się zbiec z sali tortur. Zabija napotkanych na swojej drodze terrorystów, a także trafia na Rosannę. Oboje uciekają z bazy wroga,
podążając w kierunku obecnego miejsca pobytu Jenkinsa.
Ransom pierwotnie planuje zabić zdradliwego byłego dowódcę, lecz w akcie łaskawości daruje mu życie. Ostatnią z wielu stoczonych przez Michaela walk jest ta pomiędzy nim a Krametem, który nadal planuje odebrać żołnierzowi diamenty. Ransom pokonuje przeciwnika i wspólnie z Rosanną odchodzi z miejsca fatalnych zdarzeń.

## Obsada
- Brent Huff − sierżant Michael Ransom
- Richard Harris − major Vic Jenkins
- Mel Davidson − kapitan Sved „Kramet” Komisky
- Mary Stavin − Rosanna Boom
- Vic Diaz − Huan To
- Ottaviano Dell’Acqua (w czołówce jako Richard Raymond) − Jimmy
- Massimo Vanni (w czołówce jako Alex McBride) − Kelly Sellers
- James Gaines − Frank, ochroniarz Jenkinsa
- Anthony East − Ruby
- Paul Holme − Peter Roeg
- Luciano Pigozzi − dowódca przemytników (scena usunięta)

## Produkcja
Napisany przez Claudio Fragasso i jego żonę Rossellę Drudi, a wyreżyserowany przez Brunona Matteiego, Strike Commando 2 został nakręcony na Filipinach, z powodu niskiego budżetu. Na planie zgromadzono wielu filmowców pracujących rok wcześniej przy prequelu − Strike Commando; nie znalazł się wśród nich Reb Brown, pierwotny odtwórca roli Michaela Ransoma, który został zastąpiony przez innego amerykańskiego aktora, Brenta Huffa. Film Strike Commando 2 rozpoczął tym samym współpracę Matteiego z Huffem, który obsadzony został następnie w dwóch kolejnych filmach akcji włoskiego reżysera − Cop Game (1988) i Born to Fight (1989). Autorem ścieżki dźwiękowej był Stefano Mainetti, znany z pracy przy takich filmach jak Deliria czy Double Target (1987).
Film kręcono w ekstremalnych dla ekipy warunkach, głęboko w wilgotnej dżungli opodal wioski Los Baňos. Nagrywanie jednej ze scen skończyło się dla Brenta Huffa gorączką oraz konsekwentnym trafieniem do najbliższego szpitala. Specjalnie na potrzeby Matteiego w sercu dżungli postawiono budynek oraz osobne pomieszczenie z bambusa, które posłużyły za bazę filmowych oponentów oraz salę tortur, gdzie przesłuchiwano głównego bohatera. W scenie tortur wykorzystano specjalny transformator z klamerkami, przewodzący prąd elektryczny, choć nie wykorzystano go naprawdę. Scena przesłuchania Michaela Ransoma obfitowała także w torturowanie go rozżarzonym pogrzebaczem oraz oblewanie wodą; w przypadku pierwszej tortury, ów rzeczywiście rozżarzony pogrzebacz przykładany był do ciała Huffa na odległość nie dalszą niż pięć centymetrów, w przypadku drugiej metody, ujęcie oblewania aktora wodą powtarzano blisko dziesięciokrotnie.
Ekipa współtworząca projekt składała się głównie z Włochów i Filipińczyków, a odtwórca głównej roli, Brent Huff, był jedynym wśród plejady aktorskiej Amerykaninem. Zarówno Huff, jak i Mary Stavin samodzielnie wykonywali na planie wszystkie popisy kaskaderskie. Huff skakał z helikopterów, wyrzucał odpalone granaty oraz strzelał z karabinu maszynowego M-60. Aktor, jak sam przyznał po latach, był wówczas w najlepszej w swoim życiu kondycji fizycznej, ponieważ, sporo ćwicząc, żywił się wyłącznie owocami i rybami.

### Rozwiązania fabularne
W scenariuszu dokonano istotnej zmiany w aparycji głównego bohatera, który w pierwowzorze był blondynem, a w sequelu zaś okazuje się być ciemnym brunetem z dwudniowym zarostem na twarzy. Początkowo Strike Commando 2 miał także znacznie bardziej czerpać z fabuły filmu Rambo II (1985). Prócz kilku scen wyraźnie odwołujących się do owego projektu, w skrypcie Fragasso i Drudi znajdowała się rozbudowana scena tortur dokonywanych na Michaelu Ransomie. Ta scena, podobnie jak w Rambo II, przewidywała torturowanie bohatera kreowanego przez Huffa poprzez przetrzymywanie go w sadzawce wypełnionej świńskimi ekskrementami, przyssanie mu do ciała pijawek oraz zmienioną scenę tortur elektrowstząsowych. Bohater miał zostać przywiązany do krzyża, a mieszkańcy osad znajdujących się w okolicy wietnamskiej wioski mieli go poniżać, polewając go ściekami. Przesłuchanie, któremu poddawany jest Ransom, miało być dłuższe i brutalniejsze.

### Czołówka filmu
W napisach końcowych filmu pod szyldami „reżyseria” i „scenariusz” wyświetla się imię „Vincent Dawn”. Takim mianem kazał ochrzcić się Bruno Mattei. Jeden ze scenarzystów, Claudio Fragasso, nie zostaje z kolei w ogóle ujęty w czołówce.

## Wydanie filmu
Premiera filmu miała miejsce we Włoszech dnia 17 sierpnia 1988 roku. W rodzimym kraju film dystrybuowano pod oryginalnym tytułem włoskim Trappola diabolica, podczas gdy ogólnoświatowi dystrybutorzy wydali go pod znanym powszechnie tytułem Strike Commando 2. Ponadto tytuł niemiecki brzmiał Heroin Force, a grecki − Kommando o exolothreftis No 2. W Niemczech, do obiegu VHS, film trafił październikiem 1988 w wersji ocenzurowanej; cenzurze poddano sceny przesłuchania Michaela Ransoma, wycięto scenę, w której główny bohater torturowany jest prądem elektrycznym. Również z cenzurą spotkał się fragment filmu, w którym Ransom przypalany jest rozżarzonym pogrzebaczem; na żadnym z opublikowanych wydawnictw filmu nie zawarto pełnej sceny, w tym momentu bezpośredniego kontaktu pogrzebacza z ciałem żołnierza i jego reakcji na torturę. Za zbyt brutalne uznano także niektóre ze scen walk Ransoma z oponentami. Ogółem z dystrybuowanej wersji Strike Commando 2 wycięto blisko pięć minut materiału. W Japonii film wydano pod tytułem ストライク・コマンドー 2 dnia 25 czerwca 1989.
Projektu nie wydano oficjalnie na dyskach DVD, w przeciwieństwie do prequelu, Strike Commando, pirackie kopie filmu (w tym kopia z profesjonalnym lektorem polskim) są jednak tyleż popularnymi, co unikatowymi pozycjami na czarnym rynku płyt DVD.

## Opinie
(...) Film nie jest dostosowany do konkretnych odbiorców, a już na pewno nie do widowni włoskiej, lecz to jedna z tych produkcji, które wycelowane są w międzynarodowe rynki filmowe. Wart zauważenia (...) jest fizyczny i teatralny upadek starego Richarda Harrisa.

Kino mocno rozrywkowe i rozrywkę oferujące. Bez etykietek się jednak nie obejdzie: tanizna dla wąskiego grona odbiorców, za to godna rekomendacji.

## Informacje dodatkowe
- Sceny z tego filmu wykorzystano w innych projektach reżysera, m.in. filmie Robowar (1988).